# David Bowers
 (août 2020).
Si vous disposez d'ouvrages ou d'articles de référence ou si vous connaissez des sites web de qualité traitant du thème abordé ici, merci de compléter l'article en donnant les références utiles à sa vérifiabilité et en les liant à la section « Notes et références ».
Pour les articles homonymes, voir Aardman.
Ne doit pas être confondu avec David Bowie.
David Bowers, né le 24 mars 1970 dans le comté de Cheshire, est un réalisateur, scénariste, storyboardeur et un animateur britannique.
Il a notamment réalisé, avec Sam Fell, Souris City. Il a co-écrit le scénario, imaginé l’histoire et réalisé Astro Boy d’après le manga d’Osamu Tezuka. Il a également été animateur superviseur sur le personnage de Rosy et artiste de storyboard (avec Daan Jippes et Steve Martino) sur Balto, Chien-Loup des Neiges. Il a supervisé la création des storyboards sur Chicken Run et sur Wallace et Gromit : Le Mystère du lapin-garou.

## Filmographie

### Réalisateur
- 2006 : Souris City (avec Sam Fell comme co-réalisateur)
- 2009 : Astro Boy
- 2011 : Le Journal d'un dégonflé : Rodrick fait sa loi
- 2012 : Journal d'un dégonflé : Ça fait suer !
- 2017 : Journal d'un dégonflé : Un loooong voyage

### Scénariste
- 2009 : Astro Boy histoire originale et co-scénariste avec Timothy Harris
- 2017 : Journal d'un dégonflé : Un loooong voyage co-scénariste avec Jeff Kinney
- 2022 : Danny and the Dinosaur

### Storyboardeur
- 1995 : Balto, Chien-Loup des Neiges avec Daan Jippes et Steve Martino
- 2000 : La Route d'Eldorado
- 2000 : Chicken Run (storyboardeur en chef)
- 2005 : Wallace et Gromit : Le Mystère du lapin-garou (storyboardeur en chef et storyboardeur senior)

### Animateur
- 1988 : Qui veut la peau de Roger Rabbit ? animateur intervalliste
- 1991 : Fievel au Far West
- 1995 : Balto, Chien-Loup des Neiges animateur superviseur du personnage de Rosy